# Draaiorgel de Tiet
Draaiorgel de Tiet (ook wel De Tietekast genaamd) is een voormalig Nederlands straatorgel. Het orgel telt 72 toetsen.

## Levensloop
De traditie wil dat het orgel is ontstaan als een Gavioliorgel. Na de Eerste Wereldoorlog werd het orgel herbouwd door Koenigsberg tot boekorgel. Het was toen bekend als Het kindje van de Bakker en in deze gedaante werd het eigendom van de Amsterdamse vergunninghouder Hein de Munnik, bijgenaamd "Lange Hein". Omstreeks 1920 kocht Hein Nuberg het orgel. Vermoedelijk liet hij het rond 1927 bij Decap in Antwerpen tot Decapdraaiorgel verbouwen. In die tijd kreeg het front twee vrouwenbeeldjes met ontblote borsten, waardoor het orgel zijn huidige naam kreeg.
Enkele jaren later werd Willem van Jaaren eigenaar. Om onbekende reden werd de vrouwenbeeldjes toen weer verwijderd van het front.
In 1934 werd het orgel door Carl Frei verbouwd tot 72toets orgel. Hierbij werd o.a. de houten Flute Harmonique verwijderd uit de buik van het orgel en vervangen door een geschilderd paneel. 
In 1942 verkocht Willem van Jaaren al zijn draaiorgels. Het is niet bekend waar De Tiet toen heen is gegaan, maar vermoedelijk is het op de kermis terechtgekomen. In 1948 raakte het orgel licht beschadigd toen het in een sloot reed. Peter van Embden zorgde voor de herstelwerkzaamheden.
Midden jaren 60 werd J. Zwan uit Texel eigenaar van het orgel, en hij liet het (inmiddels in slechte toestand verkerende) orgel bij Carl Frei restaureren. Er werd geprobeerd om het orgel in zijn oorspronkelijk toestand te herstellen, waarbij ook twee nieuwe vrouwenbeeldjes op het front werden teruggeplaatst. Het front werd beschilderd door Piet van Heerwarden. 
Zwan heeft orgel ca. 10 jaar in zijn bezit gehad, en verkocht het daarna aan de Verenigde Staten. Het orgel ging naar pretpark Holland Village in Holland, waar ook Draaiorgel de Vier Kolom en Mortierorgel de Gouden Engel eerder terechtkwamen.

## Naam van het orgel
De ietwat vreemde naam is te danken aan het feit dat het orgel vrouwenbeeldjes bevat met volledig ontblote bovenlichamen.

## Bron
- Boek: Glorieuze orgeldagen, F. Wieffering, 1965, blz. 155-156.
- Engelstalige geschiedenis over het orgel, door Rein Schenk